# Dorine Burmanje
Th.A.J. (Dorine) Burmanje (Waalwijk, 1954) is een Nederlandse ambtenaar, bestuurder en partijloos politicus.

## Biografie
Burmanje studeerde orthopedagogiek en bedrijfseconomie. Van 1995 tot 1999 was zij bureaumanager en plaatsvervangend directeur bij EnergieNED. Van 1999 tot 2004 was zij secretaris-directeur van het Waterschap Rijn en IJssel. Van 2004 tot 2019 was zij voorzitter van de raad van bestuur van het Kadaster. Op 30 augustus 2019 werd zij benoemd tot Ridder in de Orde van Oranje Nassau. Vanaf 30 november 2020 was zij waarnemend burgemeester van Ermelo. Op 1 december 2022 werd Hans van Daalen burgemeester van Ermelo. Zij is president-commissaris van de ANWB, lid van de Raad van Commissarissen van Zeeman Textielsupers en de Keukenhof, voorzitter van de Stichting Ondersteuning van de Nederlandse Bachvereniging en penningmeester van de Stichting Bemmel – Haalderen.